# مقاطعة كاواي (هاواي)
مقاطعة كاواي هي مقاطعة في هاواي، بلغ عدد سكانها 67٬091  نسمة، في 2010، عاصمتها Lihue, Hawaii ‏، تبلغ مساحتها 3٬280 كيلومتر مربع.

## الموقع
تشترك في الحدود مع:
- مقاطعة هونولولو (هاواي).

## مدن توأم
المدن التوأم:
- مدينة ويتبي.

## التقسيمات الإدارية
- Lihue, Hawaii [الإنجليزية]‏.